# الساندرو مرکاتی
الساندرو مرکاتی (انگلیسی: Alessandro Mercati؛ زادهٔ ۱۲ آوریل ۲۰۰۲) بازیکن فوتبال است.